# Unto Parvilahti

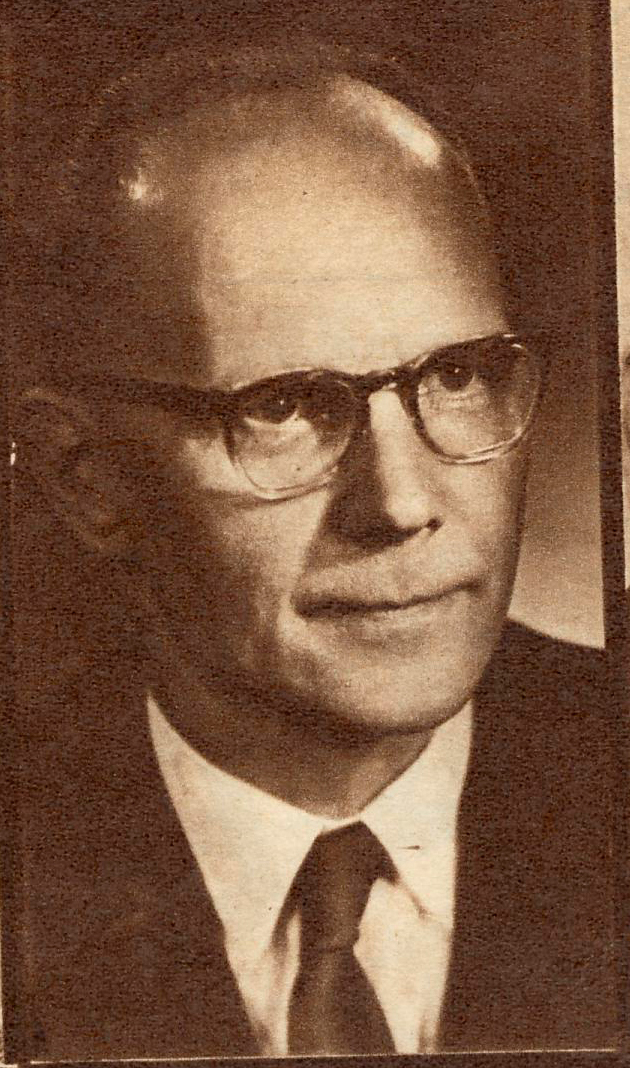
Unto Parvilahti

Unto Ilmari Parvilahti (till 1944 Boman), född 28 september 1907 i S:t Marie, död 27 oktober 1970 i Málaga, var en finländsk SS-frivillig och skriftställare. 
Parvilahti var 1940 stiftande medlem av det nazistiska Samfundet Folkgemenskap och hörde 1941 till den första kontingenten av den finländska frivilligbataljonen i Waffen-SS samt deltog i fälttåget österut. Sedan han sommaren 1941 fått en lättare blessyr i Ukraina fick han kommendering till finländska legationen i Berlin och blev föreståndare för bataljonens förbindelsebyrå, som uppenbarligen främst genom hans agerande lösgjordes från den finländska utrikesförvaltningen och småningom allt fastare knöts till SS. Parvilahti, som avancerade till Untersturmführer, hörde till dem som stannade kvar i Tyskland sedan bataljonen hemförlovats på försommaren 1943 och återvände själv till hemlandet först ett drygt år senare.
Parvilahti häktades den 2 september 1944 och överlämnades våren 1945 tillsammans med ett tjugotal andra finländska medborgare och nansenpassinnehavare ("Yrjö Leinos fångar") av Statspolisen till Sovjetunionen, där han fick tillbringa drygt nio år i fångläger och förvisning. Efter återkomsten till hemlandet i mitten av 1950- talet skrev han en bok om sina upplevelser, Berijan tarhat (1957, svensk översättning: Berias gårdar), som blev något av en internationell bestseller och kan betecknas som en Gulagskildring tjugo år före Aleksandr Solzjenitsyn. Parvilahti utgav ytterligare Terekille ja takaisin (1958), som handlar om SS-bataljonen vid östfronten.